# Muntele Râtan
Muntele Râtan ( în sârbă Ртањ sârbă Ртањ sârbă Ртањ sârbă Ртањ, pronunțat [r̩̂ːtaɲ] pronunțat [r̩̂ːtaɲ] ) este un munte situat în estul Serbiei, în Valea Timocului, la aproximativ 200 km sud-est de Belgrad, între orașele Boljevac în nord și Sokobanja în sud. Acesta aparține Carpaților Sârbești. Cel mai înalt vârf este Šiljak ( pronunțat [ʃǐːʎak] pronunțat [ʃǐːʎak]) (1.565 m), de origine carstică . Muntele Râtan mai este supranumită și Piramida Sârbă.
Partea nordică a muntelui este acoperită de păduri și arbuști, pline de specii de plante autohtone și o mulțime de surse de apă potabilă. Un teren de vânătoare acoperă 6368   ha. Cele mai obișnuite prăzi sunt cerbul și mistrețul.

## Istorie
Potrivit unei legende, castelul unui vrăjitor a fost așezat pe Muntele Râtan, în care era păzită o mare comoară. Cu toate acestea, castelul a dispărut în interiorul muntelui, cu tot cu vrăjitorul bogat prins în interior.
Pe vârful Šiljak există o ruină a unei mici capele dedicate Sfântului Gheorghe. A fost construită în 1932 de soția unui fost miner local. Astăzi, capela este în ruine, deoarece a fost distrusă parțial de dinamită, când vânătorii de comori au încercat să găsească aurul ascuns. Există o inițiativă de reconstruire a capelei.

## Teorii marginale
În 1971, poetul Miodrag Pavlović a scris o poezie „Minunea splendidă” (Divno čudo). Inspirată de miturile populare din zonă, Pavlović a descris muntele Râtan ca un loc al zeilor vechi sârbi. În deceniile următoare, influențat în plus de forma piramidală a muntelui, Râtan a devenit popular printre susținătorii teoriei marginale. În secolul XXI a devenit un loc de adunare regulat a credincioșilor în paranormal, care organizează grupuri, simpozioane și „sondaje” ale muntelui. 
Teoria cea mai populară este că, datorită formei sale și a altor factori „observați” (geometria piramidală precisă, matematica secțiunii de aur, viața naturală minunată, electromagnetism puternic cu frecvențe fine, plante endemice, radiații energice sănătoase, climă specială, patrimoniu cultural mistic, radiație ionizată, valuri Tesla), muntele trebuia să fie construit artificial. Se afirmă că este vorba despre un portal multidimensional, că un canal care conduce de la vârful muntelui până la sub pământ este folosit ca o platformă de lansare a navelor spațiale străine și că Râtan este un „oscilator și rezonator al huburilor de energie subtile”. 
Pentru unii credincioși din Anul Nou, forma piramidală a muntelui se datorează faptului că conține o piramidă extraterestră care emite energii mistice. Mulți oameni s-au îngrămădit aici înainte de prezisa Apocalipsă din 21 decembrie 2012 , crezând că îi va proteja. 

## Ceaiul Râtan
Un produs tradițional recunoscut tradițional al muntelui Râtan este "ceaiul Râtan", un ceai din plante din cimbru de iarnă. Este sărbătorită pentru proprietățile sale antiseptice și aromatice, și este presupus ca un afrodiziac.
Se crede că planta are și efect bronhodilatator și antioxidant, iar virilitatea este sporită datorită flavonoidelor care stimulează producția de testosteron.

## Turism
Muntele Râtan este mai presus de toate un loc turistic favorit pentru drumeții amatori. De la începutul lunii aprilie până la sfârșitul lunii octombrie, urcarea în vârful orașului Šiljak este organizată nu numai de asociații de ecoturism, ci și de obicei de cetățeni. În lunile de iarnă, datorită condițiilor climatice dure, doar cei mai experimentați alpinisti vizitează vârful. În plus, în afară de peisajele frumoase și punctul de vedere excelent în partea de sus, Sokobanja, unul dintre cele mai importante stațiuni balneare din Serbia, este în apropiere. În plus, în afară de drumeții, Râtan este cunoscut pentru diverse cercetări efectuate asupra lui pentru a determina dacă a fost creat prin mijloace naturale sau artificiale.

## Galerie

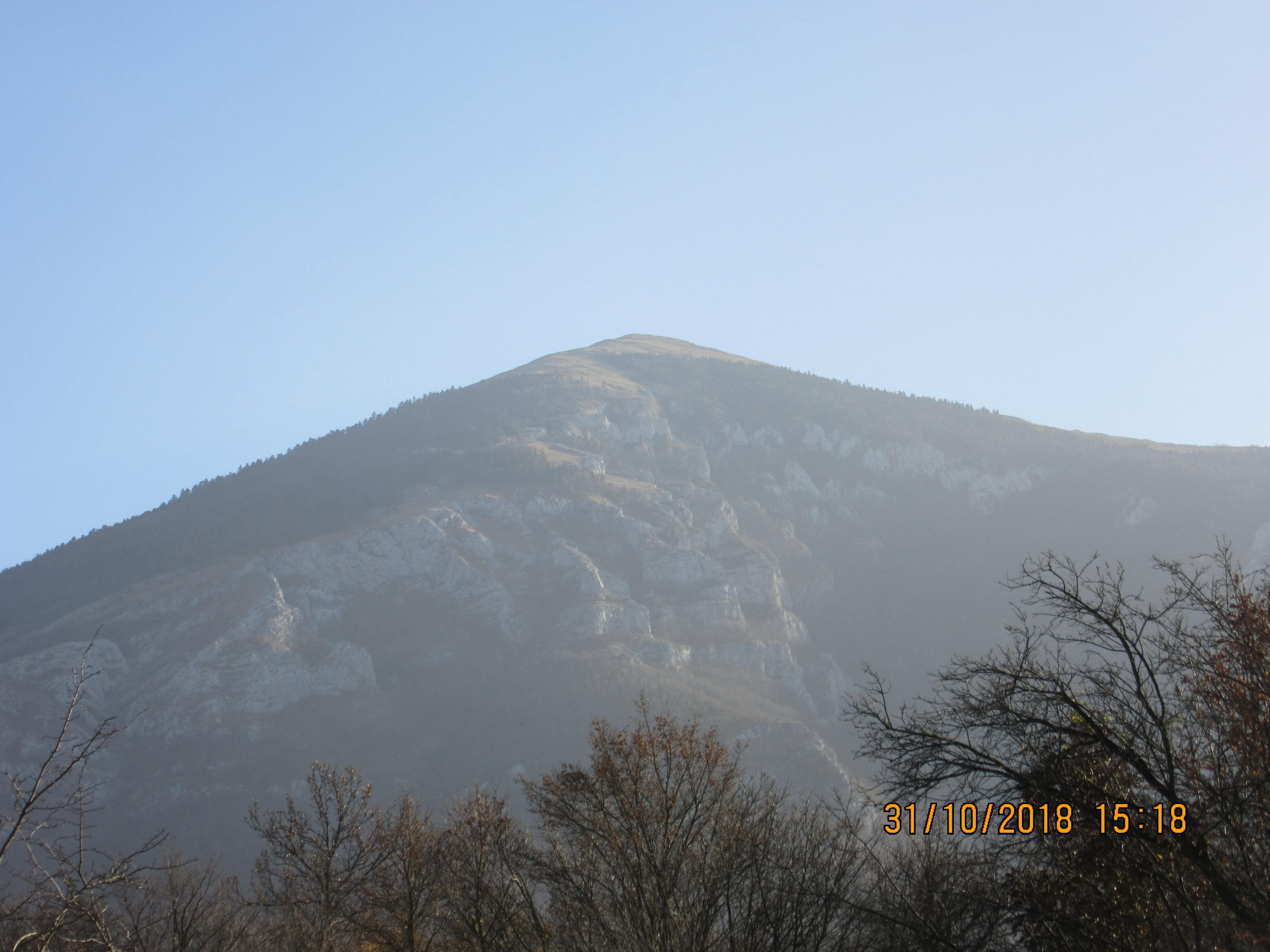
Vedere a muntelui Râtan de pe șoseaua Zaječar-Paraćin
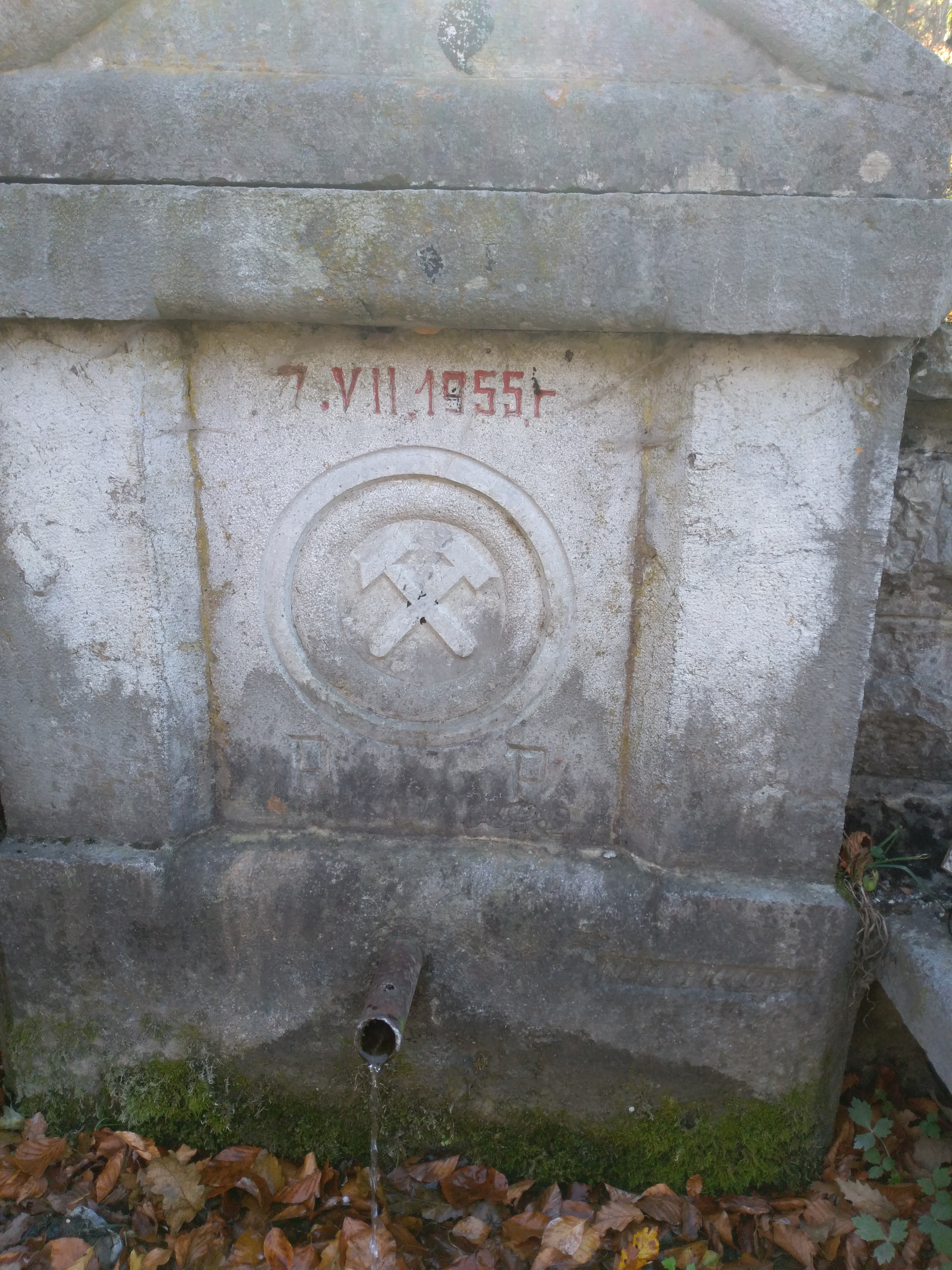
Izvor de apă potabilă la poalele muntelui Râtan
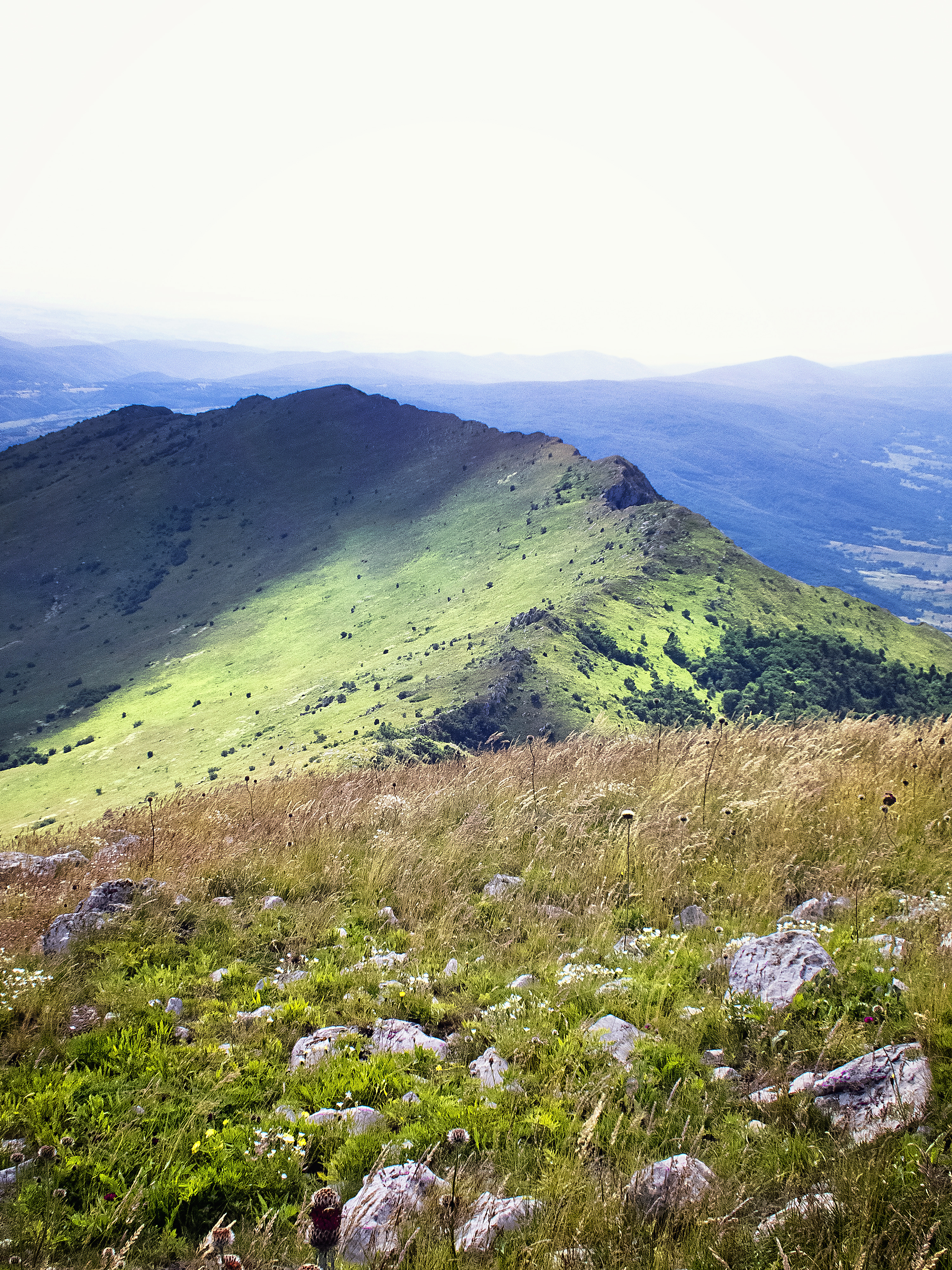
Șaua Râtan
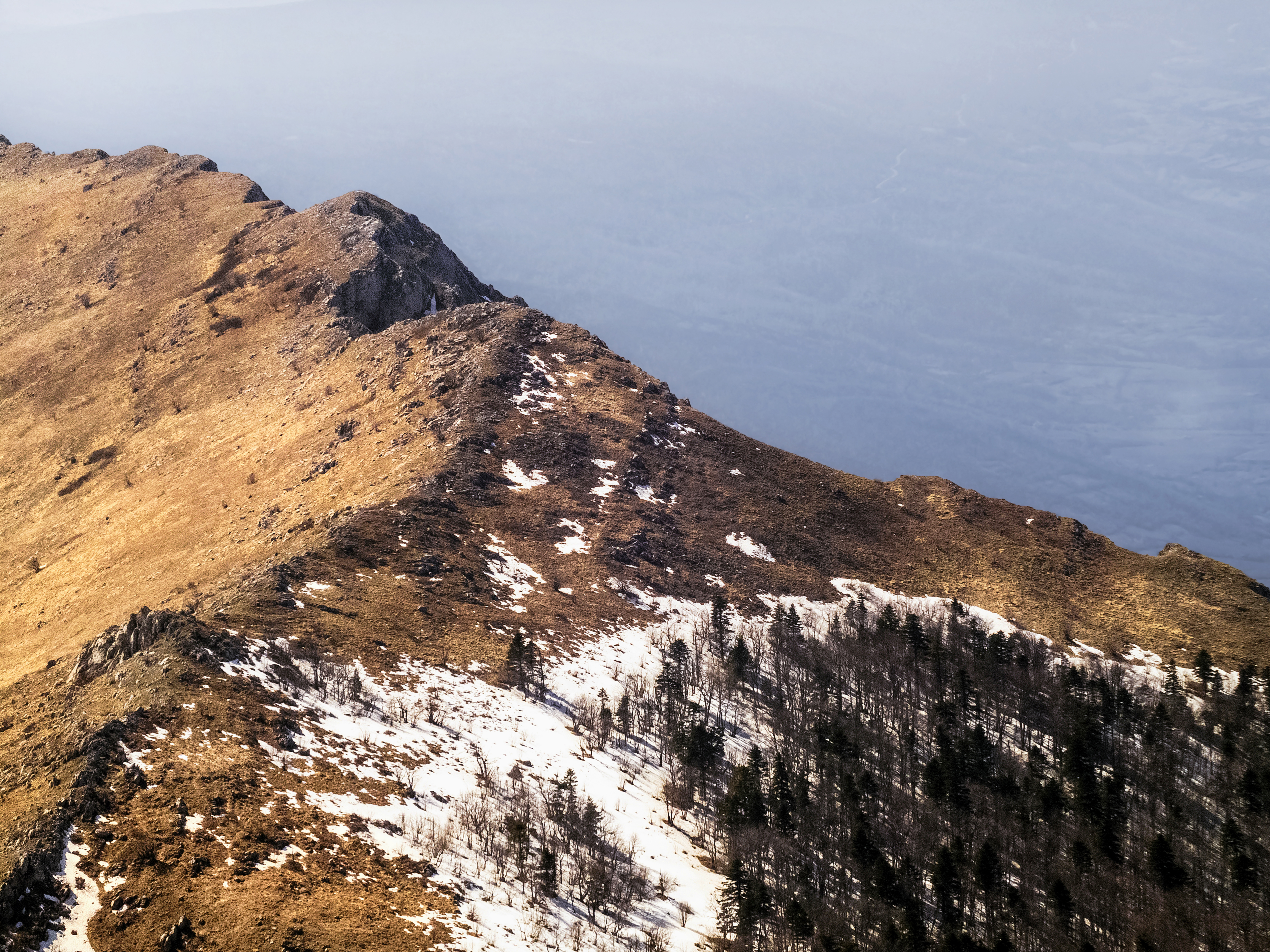
Zăpadă pe Râtan
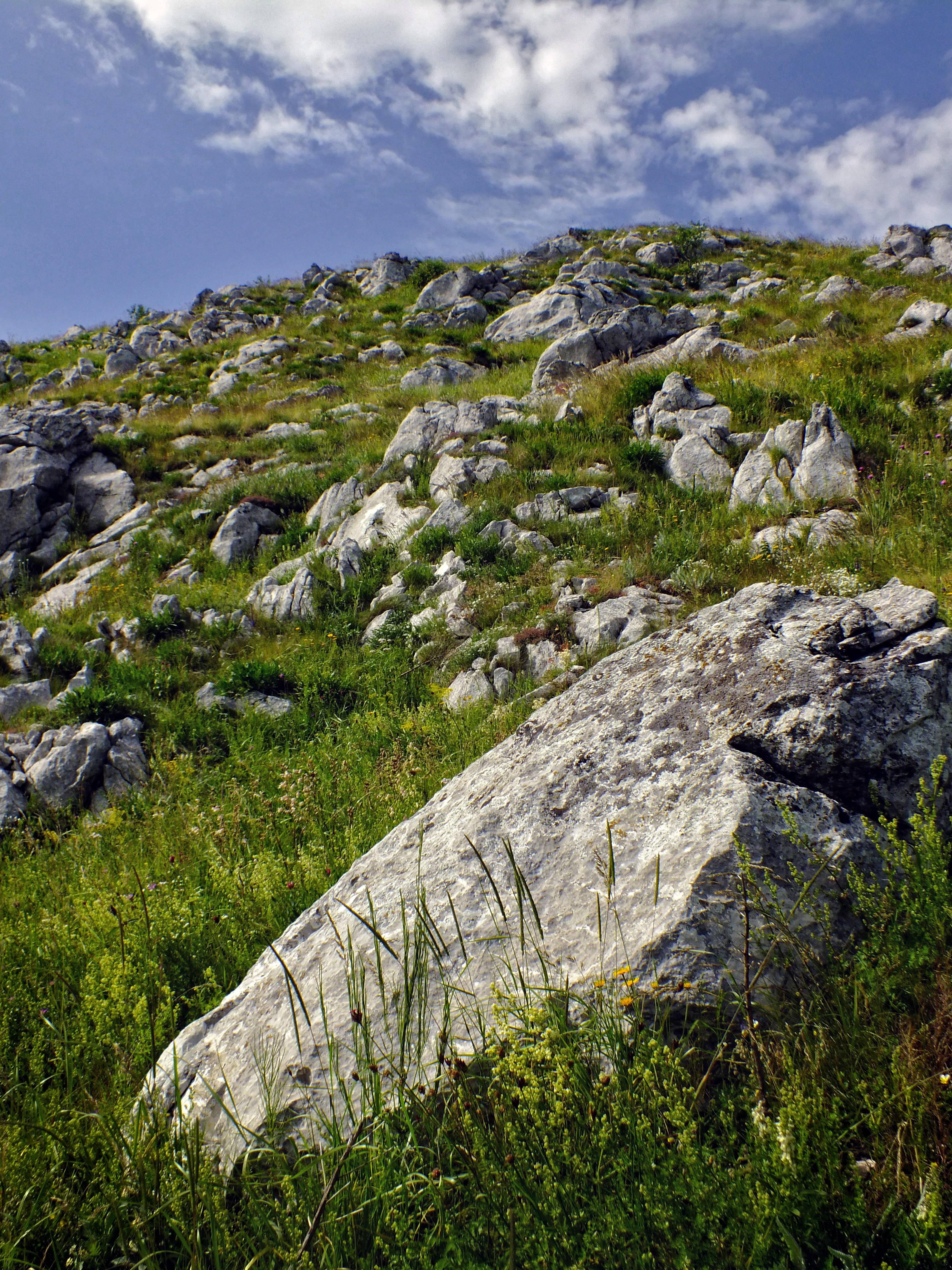
Pe vârf
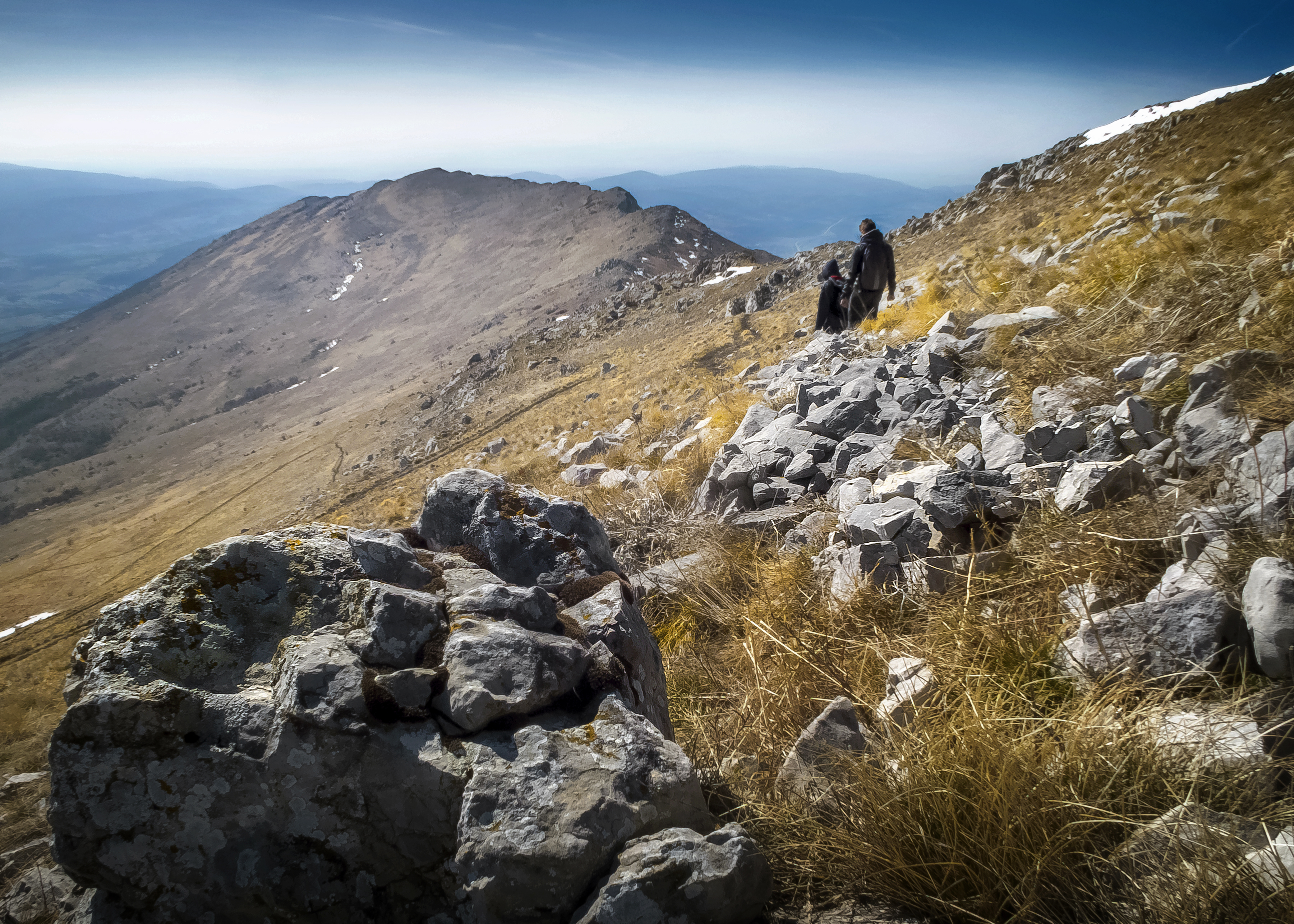
În partea de sus a muntelui
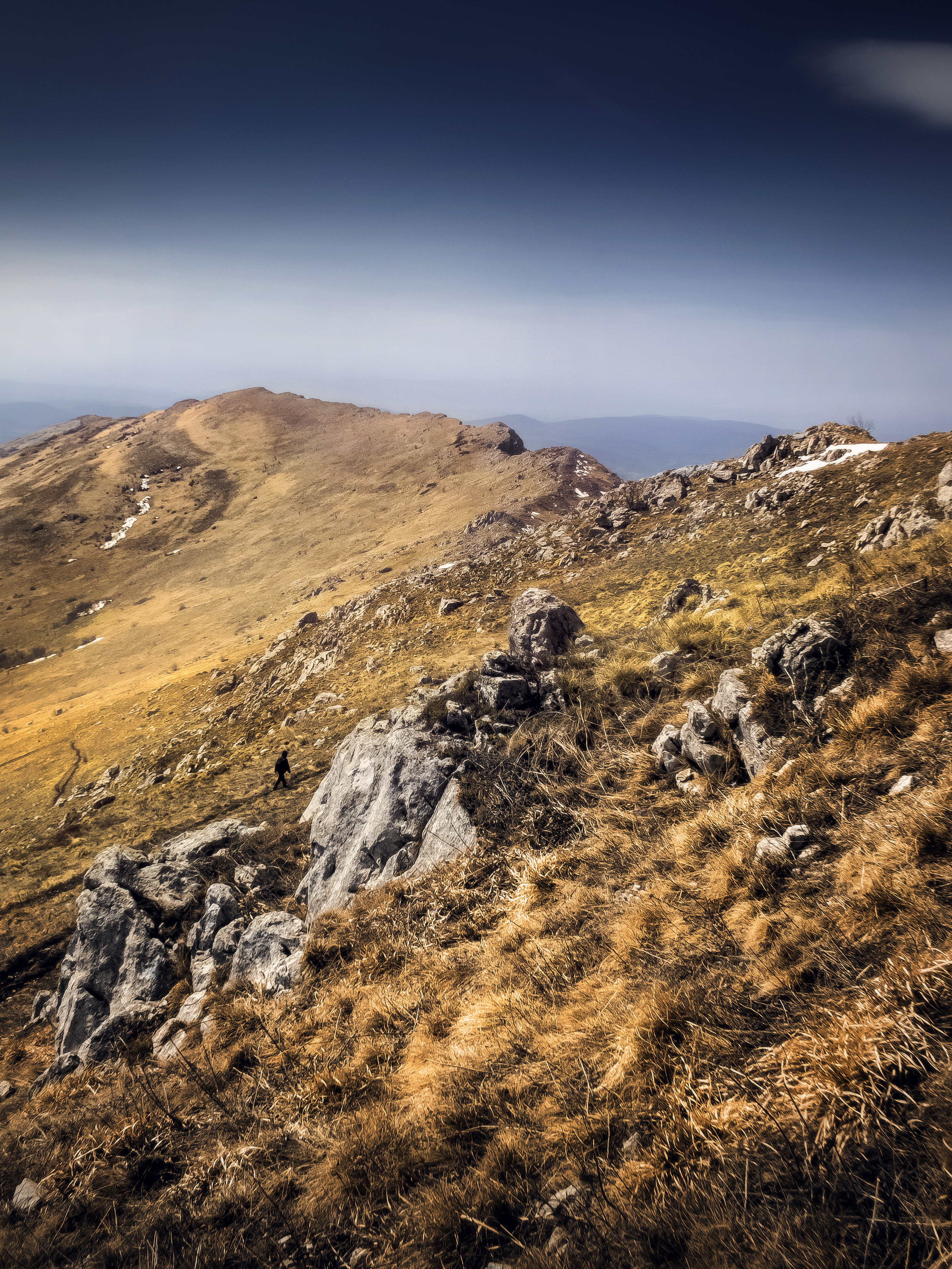
Pe munte
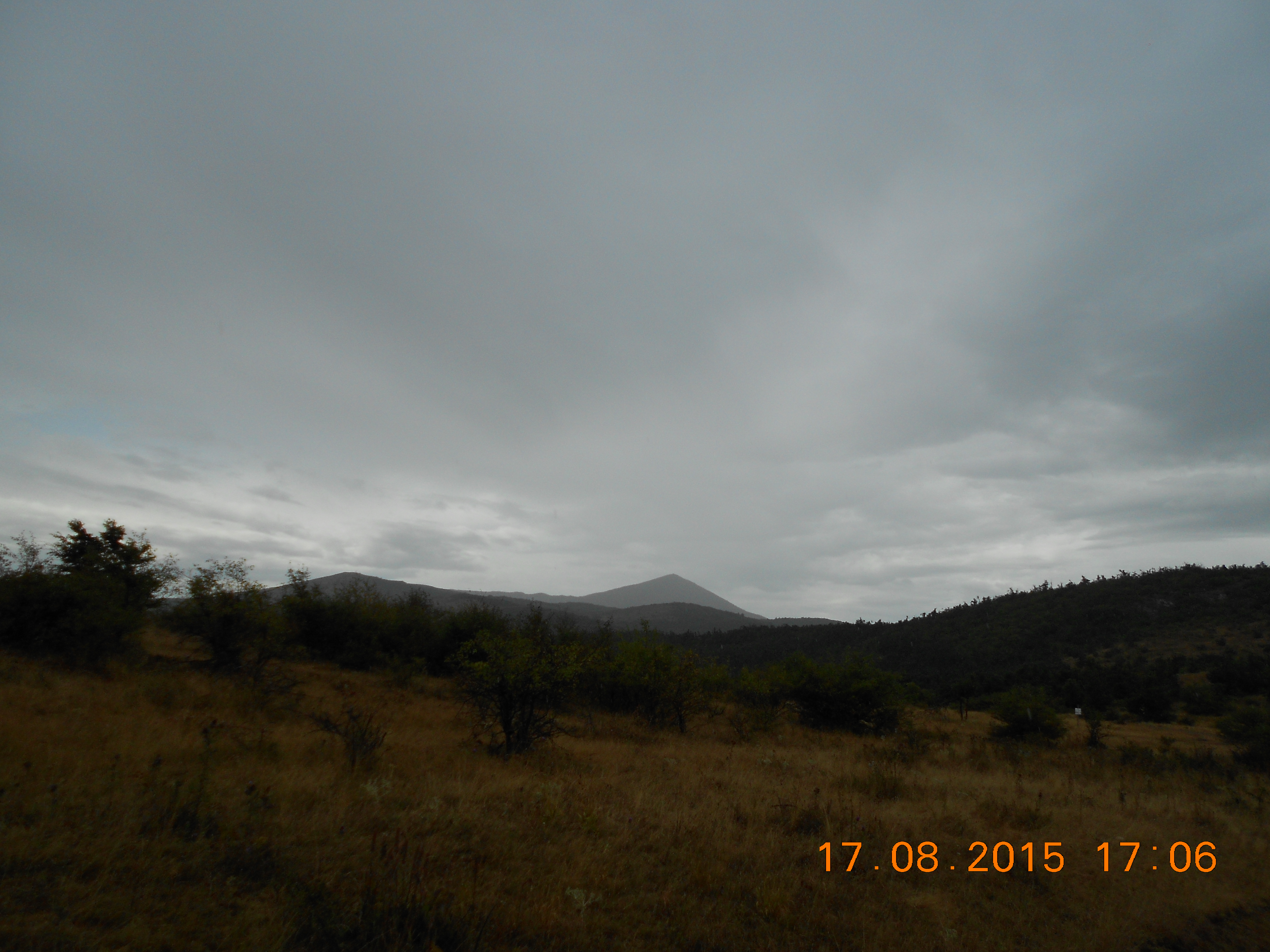
Râtan
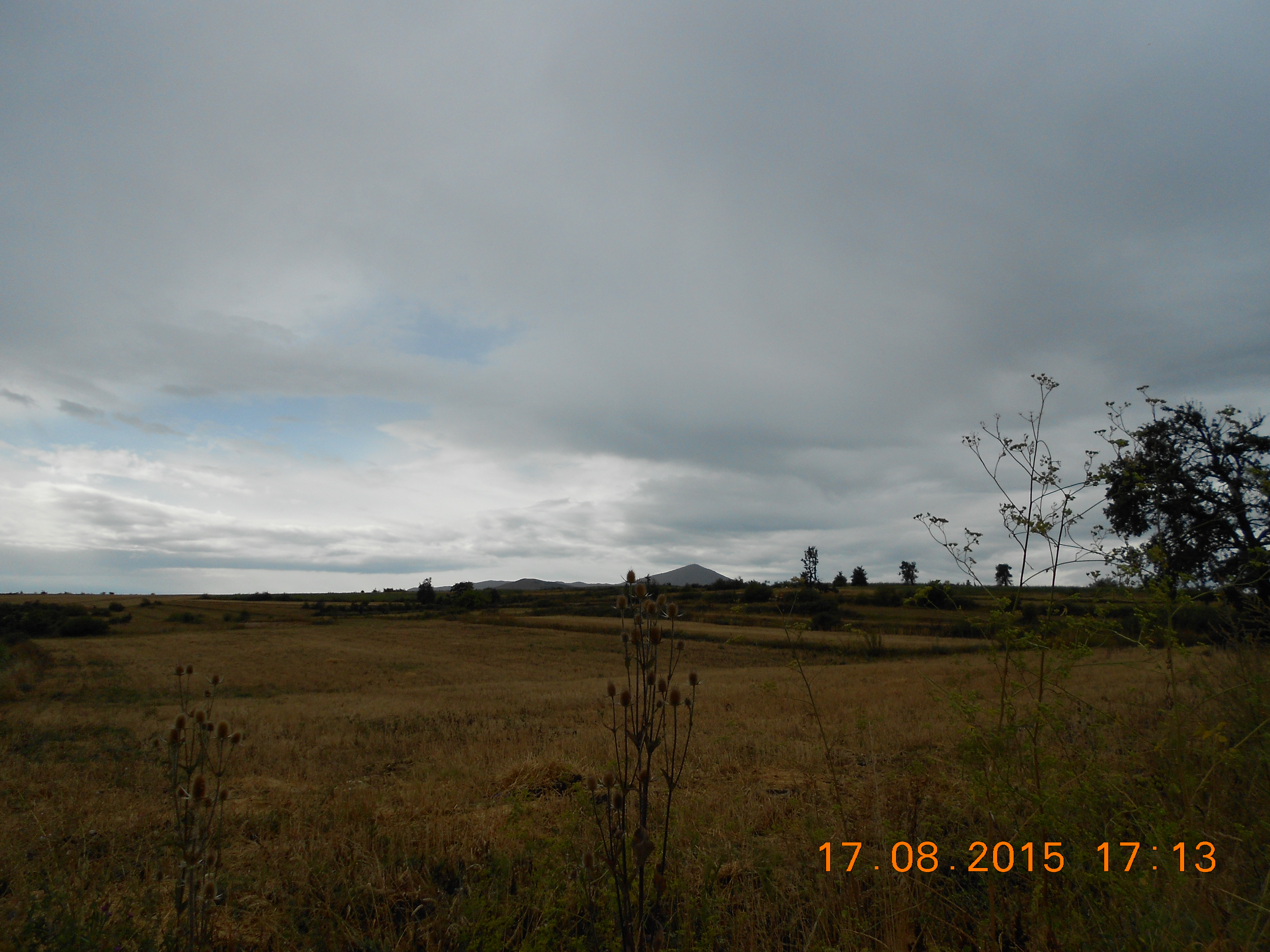
Râtan de la distanță
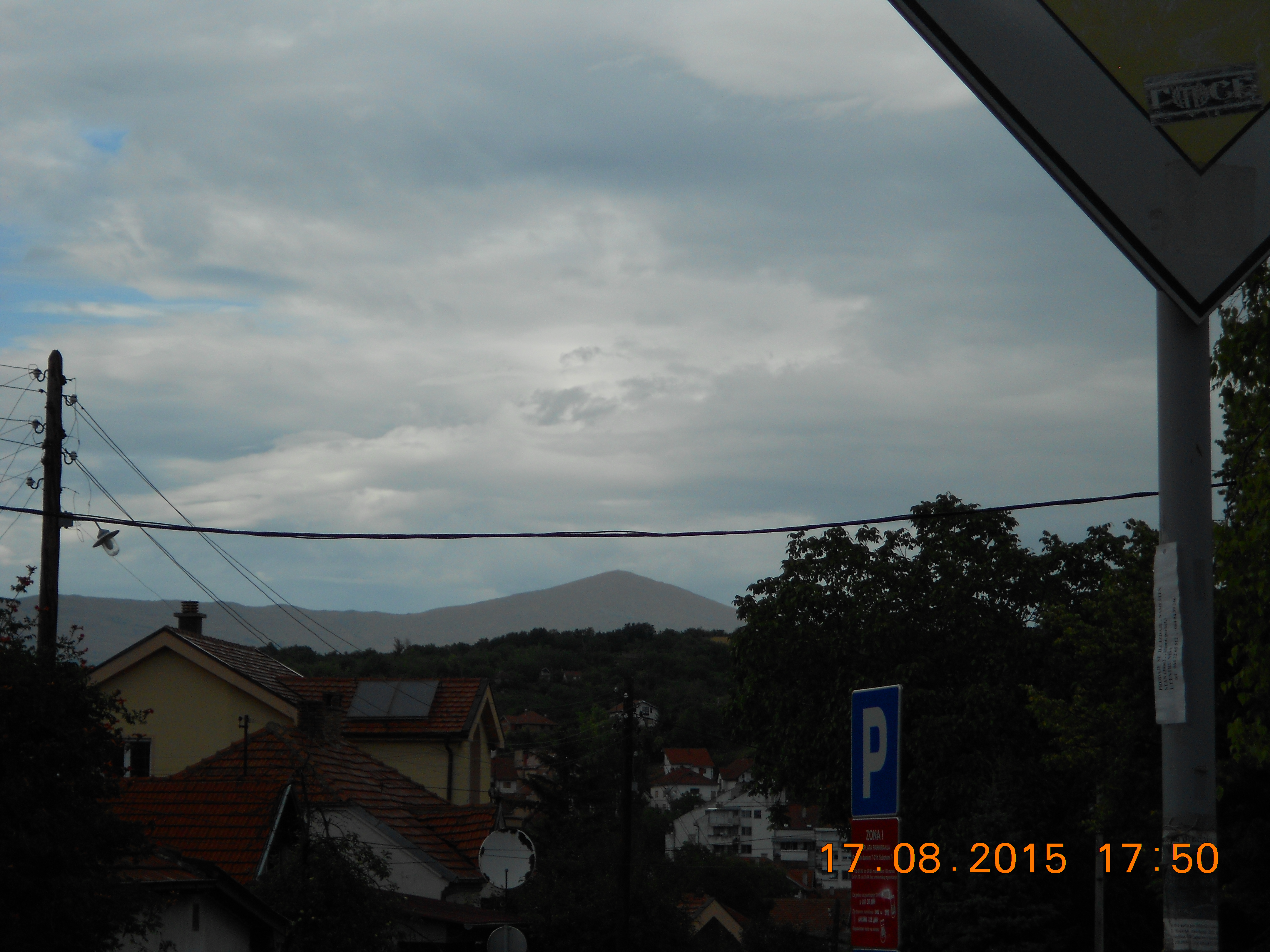
Râtan și nori
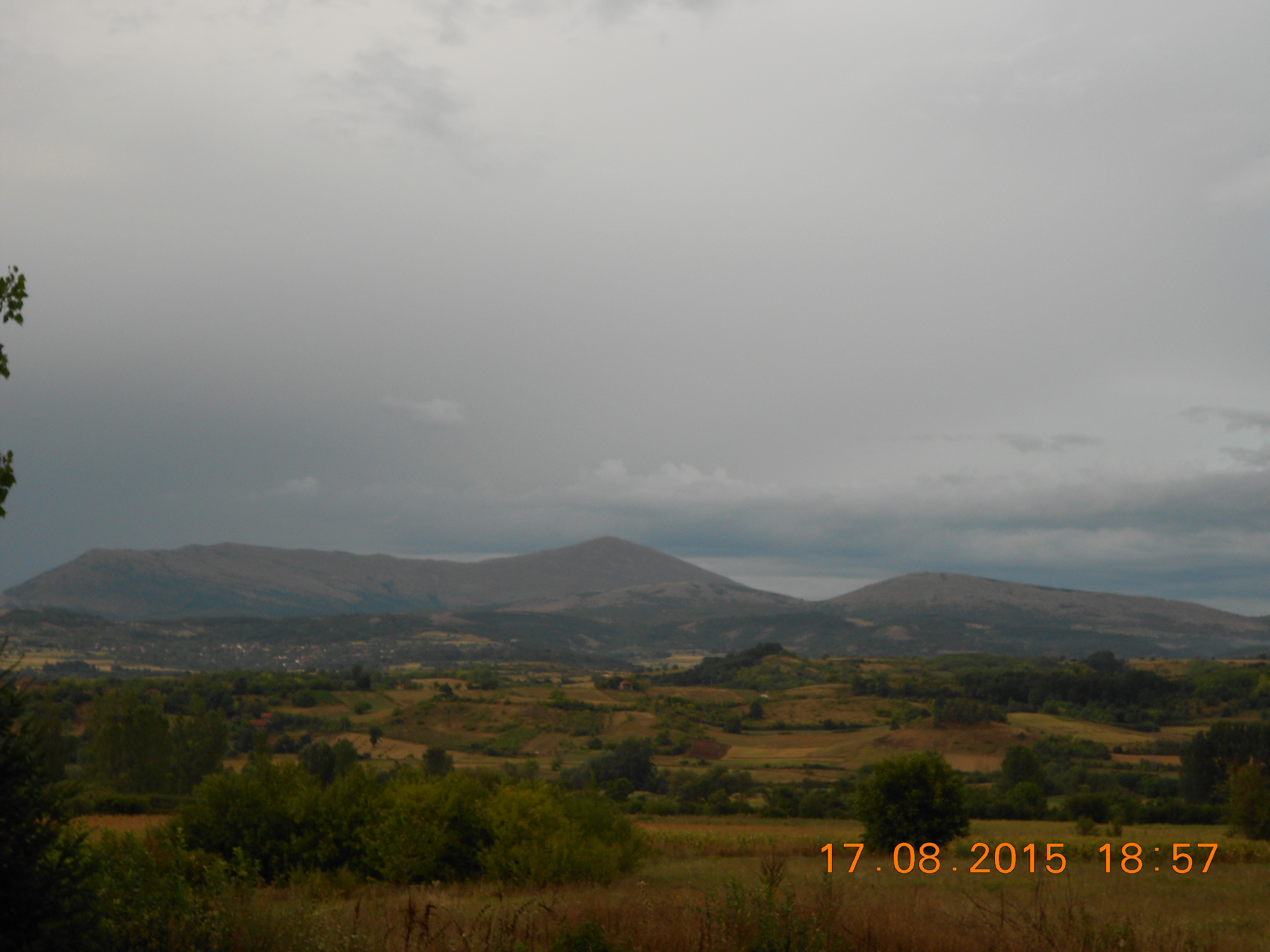
Râtan după ceață